# Кёка
Кёка (яп. 狂歌 кё:ка, букв. «безумная, сумасшедшая песня») — японский комический или сатирический жанр поэзии, является одним из видов танка. Был популярен в период Эдо.

## История
Считается, что кёка берет своё начало в средневековой Японии, однако его расцвет приходится на эпоху Эдо. В то время стиль «безумной песни» развивался в двух регионах: Эдо (совр. Токио) и в Кансай. Многие поэты-самураи периода Эдо собирались для встреч и конкурсов поэзии-кёка, которые впоследствии записыввали.
Кёка достигла своего зенита в период Тэммэй (1781—89). Форма кёка привлекала представителей различных социальных классов, в том числе самураев низших рангов, а также торговцев, исследователей китайской и японской классики. С 1904 года кёка стала печататься в газете Ёмиури симбун.
Жанр кёка повлиял на создание такого японского художественного жанра как суримоно. Суримоно сочетали в себе элементы поэзии, изобразительного искусства и каллиграфии. Наиболее удачные образцы представляли собой гармоничное сочетание графики и поэзии, способствовали развитию и процветанию многих видов искусства в Эдо. Эти работы не печатались массово (скорее это было самоиздательство) и не выставлялись на продажу, а чаще всего служили подарком близкому другу или просто собственному удовольствию поэта.

## Характерные особенности
Формат кёка повторяет танка: 5-7-5-7-7 мор. В таких стихотворениях автор обычно «вульгарные или обыденные темы ставил в элегантную, поэтическую обстановку», часто автор трактовал классические поэтические темы простым языком, а игра слов и использование каламбуров делало не только понимание, но и перевод кёка затруднительным.
Например, Ки но Садамару использовал известное стихотворение Сайгё, переделав его в жанр кёка:
Танка Сайгё:
| 吉野山 去年の枝折の 道かへて まだ見ぬ方の 花をたずねむ | よしのやま こぞのしおりの みちかへて まだみぬかたの はなをたずねむ | Ёсино яма кодзо но сиори но мити каэтэ мада минуката но хана о тадзунэму | Горы Ёсино! Там видел я ветки вишен В облаках цветов, И с этого дня разлучилось Со мною сердце моё. |

Кёка Ки но Садамару:
| 吉野山 去年の枝折を 見ちかへて うろつくほどの 花盛かりかな | よしのやま こぞのしおりの みちかへて うろつくほどの はなざかりかな | Ёсино яма кодзо но сиори но мити каэтэ уроцуку ходо но ханадзакари кана | Горы Ёсино Цветы в полном расцвете Я бродил И не мог найти веточку Которую сломал в прошлом году |

В оригинале Сайгё сломал ветку вишневого дерева на горе Ёсино, чтобы напомнить себе о главном месте для наблюдения за вишней; он возвращается в следующем году, но, вместо того, чтобы вернуться на любимое место, идёт любоваться цветением вишни в другой район, где он раньше не был. Ки но Садамару пародирует оригинал, изменяя несколько слогов, так что поэт обнаруживает, что бродит, не в силах найти сломанную им когда-то ветвь.

## Стили кёка
В настоящее время принято выделять три стиля кёка: Кокин, Тэммей и пародия.

##### Кёка стиля Кокин
Своё название стиль берет от «Собрания старых и новых песен Японии» — «Кокинсю» («Кокинвакасю»). Кёка стиля Кокин выстраивается на основе принципов сложения «традиционных» танка (использует её устоявшиеся темы, лексику, образы, правила и приёмы и т. д.), но имеет комический характер. Комичность заключается в контрастности «высокого стиля и слога» и непоэтическим содержанием стихотворения. В результате получается стихотворение, которое по всем внешним признакам похоже на танка, но таковой не является.
О, как лёгко
тёплые весенние ветра
приподнимают юбку
принцессы Сао* и обнажают
прелести земные
(Тэйтоку)
*принцесса Весны

##### Тэммей Кёка
Название этого стиля кёка связано с периодом в японской истории с 1781 по 1789 гг. н. э., когда этот жанр достиг вершины своего расцвета. В тот период наибольшей популярностьи кёка пользовалась среди торговцев и самураев, многие из которых не имели классического образования и не были знакомы с правилами составления танка. Тэммэй-кёка является полной противоположностью Кокин-кёка, не использует характерные приёмы, а также по эстетике не похожа на танка. Комичность достигается контрастом между общей лиричностью стихотворения и несоответствующей тематикой, лексикой (обычно — обиходные выражения и жаргон) и отсутствием каких-либо канонов.
Она и сама
не может толком объяснить,
как она забыла
виолончель в такси —
дождь осенний.
(Мириам Саган)

##### Пародийная кёка
Третьим видом кёка являются произведения, напрямую пародирующие уже существующие и известные танка.
В глухих далёких горах
Фазан длиннохвостый дремлет.
Долог хвост у фазана.
Эту долгую-долгую ночь
Ужели мне спать одному?
(Хитомаро — пер. В. Санович)